# Піт Роуз
Пітер Мікамі «Піт» Рос (англ. Peter Mikami "Pete" Rouse; нар. 15 квітня 1946, Нью-Гейвен, Коннектикут) — американський політик-демократ, радник президента (2011—2014), радник-консультант президента США Барака Обами з 2009 до 2010 року. З жовтня 2010 до січня 2011 року обіймав посаду виконувача обов'язків голови адміністрації Білого дому, у 2004—2009 роках очолював апарат Обами під час перебування його сенатором. У 1985—2004 роках був головою апарату конгресмена і сенатора Тома Дешла. З 1984 до 1985 року був начальником апарату члена Палати представників США Діка Дурбіна, а з 1979 до 1983 року — головою адміністрації віцегубернатора Аляски Террі Міллера. За тривалий досвід роботи у Сенаті США його прозвали 101-м сенатором.